# Antoni Felicjan Szembek
Antoni Felicjan Szembek ze Słupowa herbu własnego (ur. 1671 w Miławczycach, zm. 11 marca 1738 roku) – podwojewodzi krakowski w latach 1706–1720, podkomorzy krakowski w latach 1720–1748, wojski oświęcimski w latach 1709–1720, burgrabia krakowski w latach 1701–1709, wojski nowokorczyński, starosta ujski, wielicki i bocheński.
Ochrzczony 14 lipca 1671 w kościele parafialnym w Stradowie. W 1697 roku był elektorem Augusta II Mocnego z księstw oświęcimskiego i zatorskiego i posłem tych księstw na sejm elekcyjny.
Był posłem województwa krakowskiego na sejm 1718 roku i 1732 roku. Poseł na sejm z limity 1719/1720 roku z województwa krakowskiego. W 1735 roku podpisał uchwałę Rady Generalnej konfederacji warszawskiej. Poseł województwa krakowskiego na sejm zwyczajny pacyfikacyjny 1735.